# Constantin Sandu (scrimer)
Constantin Sandu (n. 9 aprilie 1977) este un scrimer român specializat pe sabie. A fost laureat cu argint pe echipe la Campionatul European din 1999 de la Bolzano, cu bronz pe echipe la cel din 2005 de la Zalaegerszeg, și cu aur pe echipe la cel din 2006 de la Izmir. După ce s-a retras din competiție a devenit arbitru internațional și antrenor la clubul lui,  CS Dinamo. În anul 2008 a înființat primul club de scrimă privat din România, CS Riposta.

## Legături externe
- Prezentare Arhivat în 14 aprilie 2015, la Wayback Machine. la Confederația Europeană de Scrimă